# Pandarus katoi
Pandarus katoi is een eenoogkreeftjessoort uit de familie van de Pandaridae. De wetenschappelijke naam van de soort is voor het eerst geldig gepubliceerd in 1967 door Cressey.